# Kanada
Kanada (em sânscrito: कणाद) foi um sábio e filósofo indiano que fundou a escola Vaisheshika da filosofia indiana.
Estima-se que tenha vivido em algum momento entre o século VI ao século II a.C., mas pouco se sabe sobre sua vida. Seu nome tradicional "Kanada" significa "comedor de átomos" e ele é conhecido por desenvolver as fundações de um naturalismo atomista da filosofia indiana no texto sânscrito Vaisheshika Sutra. Seu texto também é conhecido como Kanada Sutras, ou Aforismos de Kanada.
A escola fundada por Kanada tentou explicar a criação e a existência do Universo propondo uma teoria atomística, aplicando lógica e o realismo, e está entre uma das mais antigas ontologias realista sistemáticas conhecida na história humana. Kanada sugeriu que tudo pode ser subdividido, mas esta subdivisão não pode durar para sempre e deve haver entidades menores (parmanu) que não podem ser divididas, que são eternas, que agregam de maneiras diferentes para produzir substâncias complexas e corpos com identidade única, em um processo que envolve o calor , sendo esta a base para toda a existência material. Ele usou essas ideias com o conceito de Atman (alma) para desenvolver um não-teísta relacionado ao moksha. As ideias de Kanada eram influentes em outras escolas de hinduísmo, como a escola Nyaya.